# Nokeo Koumone
Nokeo Koumane, ou Phra Hno Kéo Kuman (né vers 1570- mort en 1596), fut roi de Lan Xang (actuel Laos) de 1571 à 1575 puis de 1591 à 1596.

## Règne
Le prince Phra Hno Kéo Kuman est le fils unique du roi Setthathirath et de la fille de Praya Sen Surintha. Il est âgé d'un an lors de la mort de son père et c'est son grand-père maternel qui gouverne pour son compte comme régent.
Ils sont tous deux capturés par Bayinnaung et déportés en Birmanie en 1575. Libéré après 16 ans de captivité et porté au trône en 1591 par le roi birman Nandabayin, qui voulait mettre fin à l'interrègne dans le royaume de Lan Xang, il ne profite guère de son rétablissement, car il meurt dès 1596 à seulement 26 ans après 5-6 ans de règne.

## Source
- Michel Lorrillard, La succession de Setthāthirāt: réappréciation d'une période de l'histoire du Lān Xāng, dans: Aséanie 4, 1999, p. 45-64.